# マジカルハロウィン2
マジカルハロウィン2は、2010年1月にKPEから発売されたパチスロ機（5号機）であり、2007年7月に発売された「マジカルハロウィン」の後継機である。保通協における型式名は「マジカルハロウィン2A」。略称「マジハロ2」。

## 概要
初代機『マジカルハロウィン』の後継機として2010年1月に発売された。
本作では通常時にモード選択が可能となり、演出重視のアリスモードと一発告知のローズモードのいずれかを選択することが可能となった。
初代機同様に着実に設置台数を増やし、約2450店舗（2010年5月時点、P-WORLD調べ）に設置され、KPEの代表作となった。
2010年12月現在、発売から約1年が経過した台であるが中古台ですら10万円以上の高値で取引されるほど根強い人気を博した。

## スペック
- カボチャンス・小役同時抽選機能を搭載している。ボーナス重複当選は4枚役、スイカ、チェリー+カボチャ、カボチャ、共通10枚役、リプレイ、ブランク。また、ボーナス単独当選もある。
- 通常時は3枚掛け（レギュラーボーナス中は2枚掛け）で、有効ラインは右上がり・右下がり・小V型・小山型の変則4ライン。
- 演出モードは演出型のアリスモード・一発告知型のローズモードがありBETがない時に十字ボタンで選択できる。
- ビッグボーナス（赤7揃い）は、298枚を超える払い出し（純増約210枚　カボちゃん図柄2回入賞で最大212枚獲得可能）で終了する。レギュラーボーナス （青BAR揃い）は、60枚（純増60枚）を超える払い出しで終了する。
- ボーナスの合成確率は1/179.55（設定1）～1/161.82（設定6）と高めに設定されており、かつ設定差が少ない。
- 3択の10枚役を完全ナビする１セット30GのARTカボチャンスを搭載しており、詠唱モードと呼ばれるチャンスゾーン(CZ)中に出現するAT押し順正解で突入、ボーナス入賞、またはゲーム数到達時に画面フェードアウト（カボチャ残像）まで継続する、フェードアウトの場合は、次GのレバーON時にアリスまたはローズがカットインし、復活する可能性もある。1Gあたりの期待純増枚数は約1.2枚。
- カボチャンスは、ビッグボーナス中のカボちゃん図柄揃い又は、両ボーナス中のレバーON時にまじかるちゃんすが発生すると突入する（まじかるちゃんすは高確率ゾーン滞在時にボーナスを引くか、高モード、高設定になっていくほど発生しやすい）。ボーナス GAMEにまじかるちゃんすで得た宝箱は、金＞銀＞銅の順でより長いカボチャンスの上乗せが期待でき、銀は3セット以上確定、金は5セット以上が確定する（いずれも最大10セットまで）。遅れ発生時は、銅は2or4or10セット、銀は4or10セット確定、金は10セットが確定する。まじかるちゃんすが発生しなくても内部的にカボチャンスに当選している場合もある（1～4セット当選時の50～40%）。
- ボーナス終了後及びカボチャンス終了後は必ずチャンスゾーン(CZ)に突入する。カボチャンスストックなし、ビッグボーナス中にカボちゃん図柄揃いがなかった場合、ボーナス中のまじかるちゃんすに当選しなかった場合はナビ無しとなるが、押し順正解で自力突入はあり。
- 通常ゾーン・高確率ゾーン・超高確率ゾーン・魔界ゾーン（内部的に大魔界ゾーン）を行き来し、超高確率ゾーン中のボーナスはカボチャンスストックが優遇される。魔界ゾーンから大魔界ゾーンへ移行することがある。
- 魔界ゾーン・大魔界ゾーンへはボーナス非重複のスイカ成立時に抽選され、1.5％で魔界、0.5％で大魔界（30G間は魔界ゾーンを経由）へ移行する。天井付近の1231～1280G間は抽選しない。
- 魔界ゾーン・大魔界ゾーン時にボーナスを引くと、ボーナス終了後チャンスゾーン(CZ)を経由してスーパーカボチャンスに突入する。
- チャンスゾーン中にミッションモードに成功するとエクストラミッションに昇格し、カボチャンスに突入するまで1/2の確率でカボチャンスストック抽選が行われる。
- カボチャンスはカボチャンス、キングカボチャンス、スーパーカボチャンスの3種類ある。
- キングカボチャンスは10枚役のコイン入賞の毎にカボチャンスストック抽選を行う。入賞の1/4でストックし、ストックした際の1/3で告知音が鳴る。また、キングカボチャンス中に引いたボーナス中に当選したまじかるちゃんすの宝箱は全て金となる。
- スーパーカボチャンスは次回レギュラーボーナスでフェンリルバトルに敗北するまで継続する。天井到達（通常1280G後）、レギュラーボーナスの1/256で出現するフェンリルバトルに勝利、ビッグボーナス中のダブルラインカボちゃん図柄揃い時の一部、単独ビッグボーナス の1/32（確率1/209715）で出現するフリーズを伴うビッグボーナス後にもチャンスゾーン(CZ)を経由してスーパーカボチャンスに突入する。
- カボチャンス中にカボチャカットインが発生した場合は全リールにカボちゃん図柄を狙い、下段にカボちゃん図柄が揃えばカボチャンスストック確定。(成立役としてはリプレイの小Vライン揃い)
- 滞在モードがA～Cの3種類あり「低確A」「高確A」「低確B」「高確B」「低確C」「高確C」に分類され、上位モードほど超高確移行率が高く、超高確中を除く500G消化ごとにモードが1つ昇格する。
- ビッグボーナス中にカボチャカットイン発生時、左からカボちゃん図柄を狙い有効ライン上に一直線に揃えばカボチャンスストックが確定する。目押しミスで揃わなかった場合でも抽選に当選していればカボチャンスのストックは有効である。
- ビッグボーナス中またはカボチャンス中に「Miracle Halloween」のBGMが流れ「次回予告」演出が発生した場合はカボちゃん図柄揃いとなり、ナビストックが確定する（ただし「次回予告」演出でボーナス確定の場合はリプレイ重複のビッグボーナス確定）。発生条件としては、ナビ消化後1G目にカボちゃん図柄揃いが確定した場合及び、ボーナス重複のない小役(チェリー・4枚役・スイカ)や、ボーナス非成立時の連続演出中にカボちゃん図柄揃いが確定した場合が濃厚。
- レギュラーボーナスの6G中、全てコイン10枚役を揃えるとカボチャンスが確定する（理論値はレギュラーボーナスの1/64）。ただし、フェンリルバトルの場合はスーパーカボチャンスが確定する（通常時は1/256の確率でバトル発生）。
- ナビストックが5セット以上ある場合、レギュラーボーナスの1/3で背景およびBGMが変化することがある。
- カボチャンス中に初代『マジカルハロウィン』の曲「Magical Sky」、「Miracle Halloween」に変化するとナビストックありが確定する（フェードアウトせずに、そのBGMが次のセットまで引き継いだ場合はその次のナビストックありが濃厚。次回ナビストックありが確定ではないので注意）。

## 登場人物
アリス・ウィッシュハート（声：堀江由衣）
主人公。魔法使いに上達し、ローズとの関係も少しだけ回復。ドジな性格は相変わらず。父はグレン・ウィッシュハート、母はセシリアリスタ・ウィッシュハート。
ローズマリー・ベルガモット（声：富沢美智恵）
愛称はローズ。アリスのライバルを自称しているベルガモット家の跡取り娘。少しだけ意地悪な性格。アリスとの敵対意識は多少改善され本作から準主人公的な扱いになっている。
フロスト・アウスレーゼ（声：釘宮理恵）
ノワールの妹。氷系魔法を得意とする攻撃系魔法使い。カボチャ嫌いでいたずらっこ。
ノワール・アウスレーゼ（声：茅原実里）
フロストの姉。自分の感情をうまく表現できない。普段無口だがときに感情的になることも。
ルビー・スペンサー（声：小林沙苗）
マジックショップ「ファンタジアン」の店員。アリスとは親友。魔法は使えず少しだけ魔力を持っている。
ヴィクトール・ベルガモット（声：蓮岳大）
魔法学院の校長でローズの祖父。ベルガモット電力の社長も勤めておりアリスやローズの父の師匠でもある。
リュミエール・スペンサー（声：生天目仁美）
魔法学院の教師でアリスやローズの担任教官。ルビーの姉。アリスの父に恋したこともある。
謎の仮面男
アリスとローズがピンチのときにどこからともなく現れるブタの仮面を被った救世主。

### 使い魔・召喚モンスターなど
ブーモリ
アリスの使い魔でコウモリのような翼を持つブタ。アリスの邪魔ばかりするいたずらな奴だが根はやさしい。
グレイス
ノワールの使い魔でコウモリのような翼を持つ黒猫。ノワールと同様に無口だが人の言葉を喋れる。ブーモリのことが気になって食べたくて仕方ないらしい。
めいぷる・みるく（声：鮭延未可）
校長先生の使い魔。元気もののめいぷると、しっかりもののみるく。本来の種族はケルベロス（双頭犬）。
アリスのカボちゃん
アリスの家に昔から住み着いている生物？以前のご主人様はアリスの母。正体は不明だが、ハロウィンの夜になると特別な力を発揮。口からいろんなものを吐き出す事もある。
ローズのカボちゃん
ローズが連れているカボちゃん。アリスのカボちゃんの3倍のスピードで動ける。
ドラキュラ
アリスが召喚するモンスターのうちの1匹。3匹の中で1番弱い。
ウルフ
アリスが召喚するモンスターのうちの1匹。3匹の中で2番目に強い。めいぷるとみるくのお気に入り。
フランケン
アリスが召喚するモンスターのうちの1匹。3匹の中で1番強い。
サラマンダー
ローズが召喚するモンスターのうちの1匹。3匹の中で1番弱い。
ミノタウロス
ローズが召喚するモンスターのうちの1匹。3匹の中で2番目に強い。
死神（グリムリーパー）
ローズと契約を結ぶ上級モンスター。3匹の中で1番強い。あらゆるモンスターに一目置かれる孤高の存在。実は寂しがりやで少し頭も弱い。ローズとの契約の報酬は月に一回のデート。
氷の精霊/フェンリル（氷狼）
フロストに付き従うモンスターであらゆるものを凍りつかせる氷の精霊。その正体はローズの死神と同様の超上級モンスターフェンリル。

## プレミア・確定演出
前作と比較して格段に増えているほか、逆転演出も多い。
- 通常時 - 月にブタ仮面・背景にオーロラ・花火・子ばけ群のうちわ・子ばけ掃除機・金蝙蝠群
- カボちゃん吐き出し演出 - カボちゃん甘い息（「アリスは眠ってしまった」）
- ブーモリ追っかけ演出 - 巻き戻し・フロストが宝箱を持つ・プレミア手紙
- お店演出 - 冷やし中華始めました・店員が音色ちゃん
- 魔法大砲演出 -ブーモリ弾・的にローズ顔
- 学力試験演出 - 5個電球でプレミア音・逆転リュミエール教官励まし
- 召喚試験演出 - パーセンテージがゾロ目
- フロスト捕獲演出 - 魔方陣特大でフランケン（死神）の手・ノワール登場・非常口
- モンスターバトル演出 - ボーナステロップ（「速報 アリスさんの勝利が確定しました!」）・「VS」表示部分がハートマーク「LOVE」・ブタ仮面登場
- TV演出 - ブタ仮面、BONUS
- 薬壺演出 - 棚の花瓶がすべて金色・ローズ落下後BONUS
- 絵画演出 - プレミアブーモリ
- 着替え演出 - ミニキャラ・豹柄
- 美女コンテスト演出 - 他の2人が着ぐるみ・モニターに「あ」「た」「り」
- 錬金演出 - アリス登場・確定背景
- 校長演出 - 和室掛け軸・BONUS表示
- カボチャスロット演出 - オール7・左3連7・中3連BAR・全コイン・全リプレイ・3連チェリー
- ノワールルーレット演出 - アリス・ローズ絵柄・ちびアリス＆ローズ出現
- 月演出 - カボチャ・土星
- 大魔法陣演出 - フリーズ
- ART時 - 777・BAR BAR BAR・BONUS BONUS BONUS・マジカルチョコが揃う・イチゴちゃん・氷結かぼちゃ・オールキャスト群・9リールスロットでハズレ後の復活魔方陣・次回予告演出で「次回ボーナス確定!」・ナビありリプレイ・4人カットイン
- 超高確時 - 金枠を伴うリプレイ・「鉄板!鉄板!鉄板!」・「○×△＠～※＄」・「やったね！おめでとう！」・「マジカルハロウィン！」
- CHANCE ZONE時 - レインボーオーラ
- REG中フェンリルバトル時 - アリスの攻撃・ブタ仮面登場

## 音楽
BIG中
「ツキノキオク」
　作詞 増田礼子 歌 Sana　作曲 ota2
　…通常のBIG時
「まじかる☆カーニバル」
歌：アリス（声：堀江由衣）、ローズ（声：富沢美智恵）、フロスト（声：釘宮理恵）、ノワール（声：茅原実里）
…カボチャンス中にBIGに当選した場合
「月歌-ゲッカ-｣
作詞 達見 恵  編曲 倉持 武志　歌：アリス（声：堀江由衣）、ローズ（声：富沢美智恵）
…カボチャンスの残りストックが２セット以上の場合、1/3で選択される。
カボチャンス中
「Magical Sky」
作詞・歌：Sana  作曲:Sota Fujimori
… カボチャンス中1000枚、3000枚、5000枚、7000枚、9000枚以上でストックありの1/4で選択される。
「Miracle Halloween」
作詞・歌：Sana  作曲:ota2
… カボチャンス中2000枚、4000枚、6000枚、8000枚、10000枚以上でストックありの1/4で選択される。
「カボチャンス（ver.Rock）」
作曲:千本松仁
… 残りストック1～4セット時の1/4または5セット以上の1/8で選択される。
「カボチャンス（ver.Pops）」
作曲:倉持武志
… 残りストック5セット以上の1/8で選択される。

## パネル
1. 初期パネル
2. マジカルバニーパネル(2010年6月)